# Gene Wilder
Gene Wilder (født Jerome Silberman; 11. juni 1933 i Milwaukee i Wisconsin, død 29. august 2016) var en amerikansk skuespiller, filminstruktør og forfatter.

## Liv
Gene Wilders første filmrolle var i Bonnie and Clyde i 1967. Han er bedst kendt for sine komiske roller og sit samarbejde med Mel Brooks og Richard Pryor. Han vandt en Emmy i 2003 for sin rolle i Will & Grace.
Wilder har været gift fire gange, blandt andet med skuespilleren Gilda Radner, som han spillede sammen med i bl.a. Kvinden i rødt. Parret blev gift i Sydfrankrig.

## Udvalgt filmografi
- Forår for Hitler (1968)
- Charlie og chokoladefabrikken (1971)
- Den lille prins (1974)
- Frankenstein junior (1974)
- Sheriffen skyder på det hele (1974) (Blazing Saddles)
- Sherlock Holmes' smarte bror (1975)
- Chicago-Expressen (1976) (Silver Streak)
- Kvinden i rødt (1984) (The Woman in Red)
- Ka' du høre hvad jeg ser? (1989) (See No Evil, Hear No Evil)
- Alice i Eventyrland (1999)

## Bøger
- Kiss Me Like a Stranger: My Search for Love and Art (2005, autobiografi)
- My French Whore (2007, roman)
- The Woman Who Wouldn't (2008, roman)